# Château de Kendal
Le château de Kendal est une fortification médiévale à l'est de la ville de Kendal, Cumbria, dans le nord de l'Angleterre. Le château est construit au XIIIe siècle au sommet d'un drumlin glaciaire sous le nom de Caput baroniae pour la baronnie de Kendal. Au XVe siècle, la famille Parr possède le château.

## Histoire

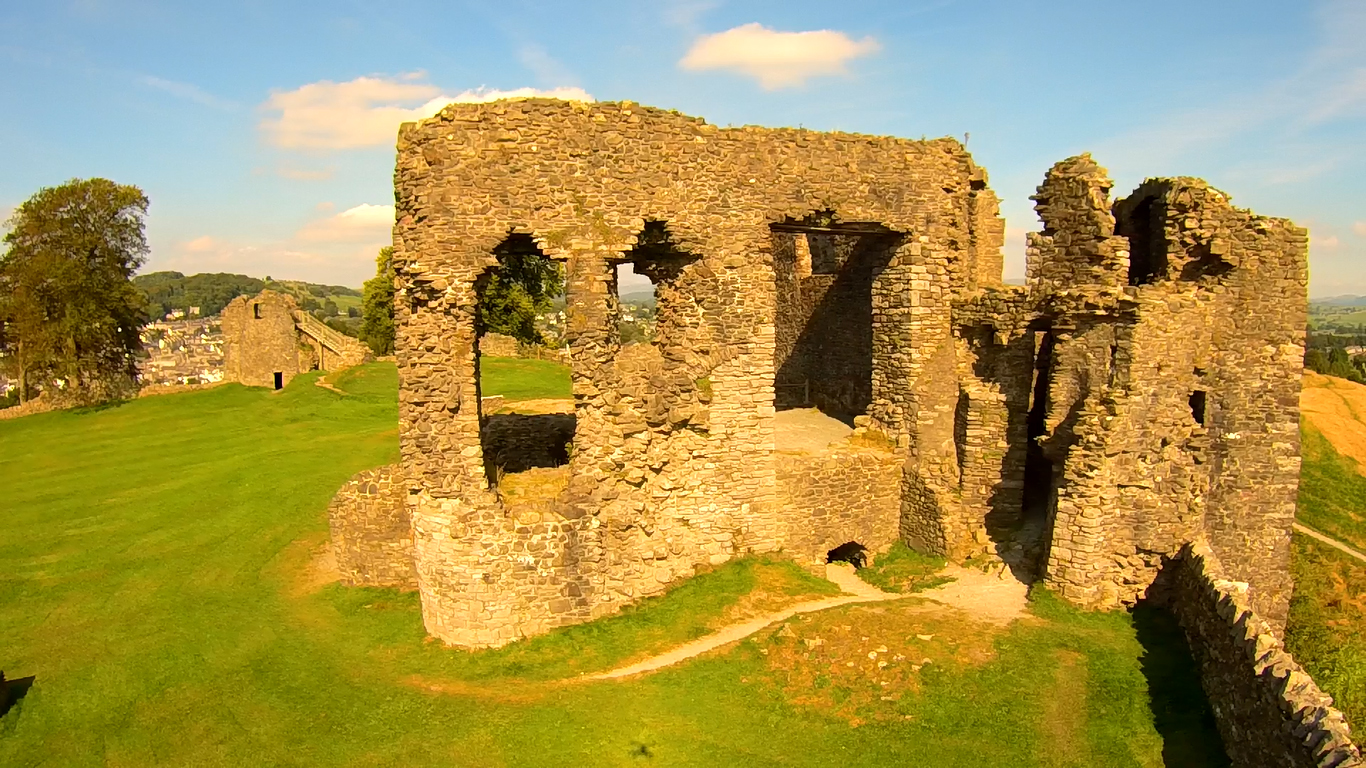
Les deux ruines importantes restantes du château de Kendal. Au premier plan se trouve une partie des murs de l'ancienne salle du manoir, tandis que la seule tour survivante du château est visible à l'arrière gauche.

Le château est construit à la fin du XIIe siècle comme maison de la famille Lancaster, barons de Kendal. La famille la plus connue associée au château est la famille Parr, dont Catherine Parr, sixième épouse du roi Henri VIII d'Angleterre. Sa famille vivait à Kendal depuis que son ancêtre Sir William Parr avait épousé l'héritière de Kendal, Elizabeth Ros, sous le règne d'Édouard III. Au moment de la naissance de Catherine Parr, la famille a depuis longtemps déserté le château qui tombe déjà en ruine. Le père de Catherine préfère vivre au centre de la cour, à Londres. Le père de Sir Thomas semble être le dernier des Parrs à avoir vécu au château de Kendal. On pensait autrefois que la reine Catherine Parr était née au château. Cependant, la recherche moderne a montré qu'il était en très mauvais état au XVIe siècle et qu'elle est très probablement née à Blackfriars (quartier de Londres),.
Le site, qui est ouvert au public, est entretenu et géré par le South Lakeland District Council.

## Galerie

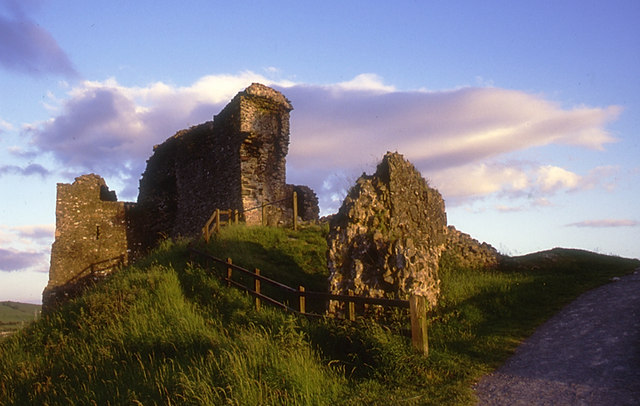
Kendal Castle, août 2003.
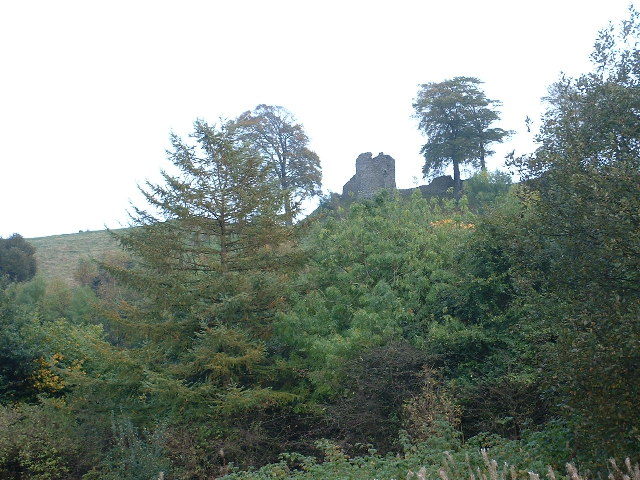
Kendal Castle, octobre 2005.
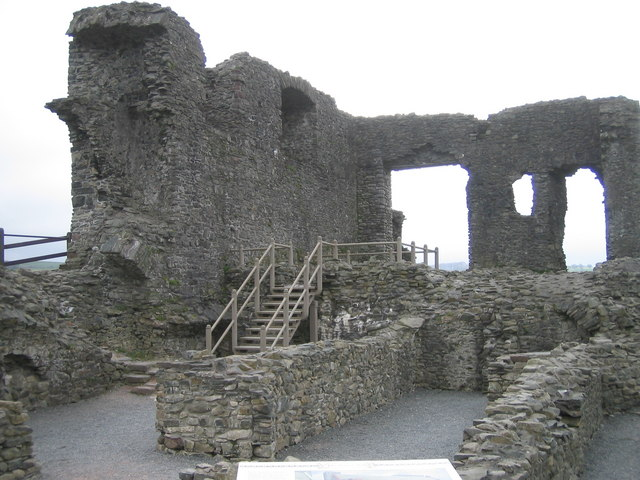
Kendal Castle, avril 2007.
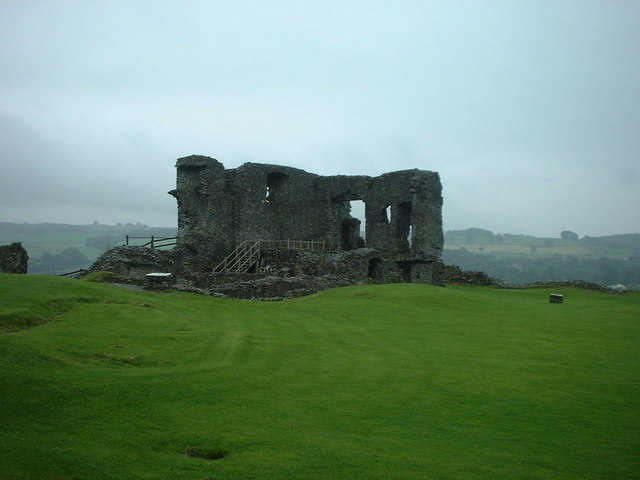
Kendal Castle, juillet 2007.